# إرنست داف
إرنست داف (بالإنجليزية: Ernest Duff)‏ هو شخصية أعمال أمريكي، ولد في 2 يونيو 1931 في مقاطعة كوفينغتون في الولايات المتحدة، وتوفي في 27 مايو 2016 في هاتيسبورغ في الولايات المتحدة.